# Edward Adrian Wilson
Edward Adrian Wilson (anomenat "Uncle Bill", Oncle Bill) (23 de juliol de 1872 – 29 de març de 1912) va ser un explorador polar anglès, metge, naturalista i ornitòleg.

## Biografia
Nascut i criat a la granja Crippetts a prop de Cheltenham, a Gloucestershire, Wilson va estudiar al Cheltenham College des d'on va passar al Gonville and Caius College, de la Universitat de Cambridge. Té una estàtua dedicada al passeig de Cheltenham, també se li ha dedicat un petit saló d'exposicions al museu de la ciutat. En el Gonville and Caius College es conserva la bandera del col·legi que Wilson va portar amb ell al pol Sud.
L'escola primària Edward Wilson de Londres es diu així en la seva memòria.

## Els seus viatges a l'Antàrtida

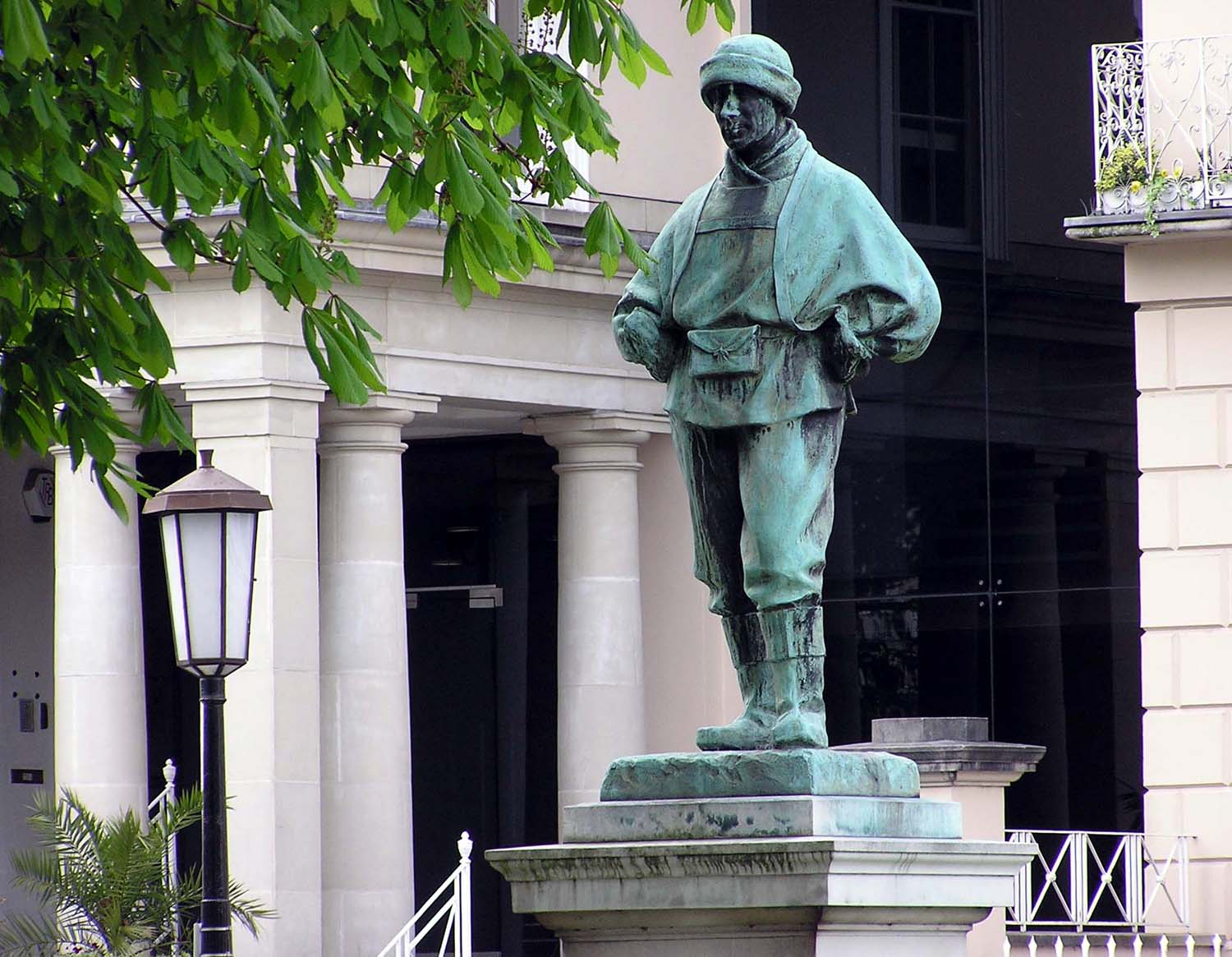
Estatua de Wilson a Cheltenham

Wilson va participar en dues expedicions britàniques a l'Antàrtida. La primera entre 1901 i 1904 sota la direcció de Robert Falcon Scott en el RRS Discovery en la que Wilson va actuar com ajudant de cirurgià i zoòleg. El 1907, Ernest Shackleton li va oferir unir-se a la seva expedició a l'Antàrtida, però Wilson va rebutjar la proposta.
El 1910 Wilson es va embarcar en el Terra Nova, de nou sota el comandament de Scott, aquesta vegada com a cap científic de l'expedició. Durant l'hivern de 1911 va viatjar al costat de Henry Robinson Bowers i Apsley Cherry-Garrard, a Cap Crozier per a recollir embrions de pingüí emperador. Al costat de Robert Falcon Scott, el tinent Henry Robinson Bowers, el contramestre Edgar Evans i el capità de l'exèrcit Lawrence Oates van assolir el pol Sud el 17 de gener de 1912, però van morir tots ells en el viatge de tornada, el que va motivar un sentiment de dol nacional rarament vist des de llavors.